# International Animated Film Association
A International Animated Film Association (em francês: Association Internationale du Film d'Animation, ASIFA) é uma organização internacional sem fins lucrativos parceira da Organização das Nações Unidas para a Educação, a Ciência e a Cultura fundada em 1960 em Annecy, na França, pelos mais conhecidos artistas de animação da época, como o animador canadense Norman McLaren. Seu principal objetivo é a promoção da animação no mundo. Existem agora mais de 30 filiados a Associação localizados em muitos países do mundo. A organização filiada, ASIFA-Hollywood apresenta anualmente um dos prêmios mais reconhecidos da indústria de animação, o Annie Awards.
O conselho de administração da ASIFA é composto por profissionais de animação de todo o mundo e eles se reúnem regularmente em festivais de filmes de animação patrocinados pela ASIFA. Alguns dos festivais mais conhecidos incluem o Annecy International Animated Film na França, o Ottawa International Animated Film no Canadá, o Animae Caribe no Caribe, o Hiroshima International Animation Festival no Japão e o Zagreb World Festival of Animated Films na Croácia.

## Filiados
Em 2022, mais de 30 países possuíam filiações na ASIFA:
| - Austrália - Áustria - Bósnia e Herzegovina - Bulgária - Caribe - China - (Xiamen) - (Jilin) - Colombia |  | - Croácia - Chipre - Egito - Finlândia - França - Grécia - Hungria - India - Irã |  | - Israel - Itália - Japão - Coréia do Sul - Lituânia - México - Macedônia do Norte - Polônia - Romênia |  | - Suíça - Turquia - Estados Unidos - (Central) - (East) - (Hollywood) - (Portland) - (San Francisco) - (Sul) |

## Ligação externa
- Sítio oficial